# 聖羅倫斯大道車站
聖羅倫斯大道車站（英語：St. Lawrence Avenue station）是紐約地鐵IRT佩勒姆線的一個慢車地鐵站，位於布朗克斯聖羅倫斯大道及威斯徹斯特大道交界，設有6號線（任何時候停站）列車服務。

## 車站結構
| 月台層 | 側式月台 | 側式月台                                                   |
| 月台層 | 南行慢車 | ← 往布魯克林大橋-市政府 (莫里森大道-桑恩德維尤)            |
| 月台層 | 尖峰快車 | ← 不停靠 →                                                 |
| 月台層 | 北行慢車 | → 往佩勒姆灣公園 (黃昏繁忙時段往帕克徹斯特) (帕克徹斯特) → |
| 月台層 | 側式月台 |                                                            |
| 夾層   | 夾層     | 閘機、車站詢問處、Metrocard自動售票機                      |
| Ground | 街道層   | 出入口                                                     |

此高架車站設有兩個側式月台和三條軌道。中央軌道由<6>號線（僅繁忙時段的尖峰方向停站）列車服務。
此站於1920年5月27日與朗格伍德惠特洛克大道車站以北的其他車站一同啟用。這與其他沿線高架車站相近：設有木製夾層，月台邊緣不設屏風。聖羅倫斯大道車站是IRT佩勒姆線沒有尖峰特快服務的最北端車站。

## 外部連結
- nycsubway.org—IRT Pelham Line: St. Lawrence Avenue
- Station Reporter — 6 Train
- The Subway Nut — St. Lawrence Avenue Pictures （页面存档备份，存于）
- St. Lawrence Avenue entrance from Google Maps Street View （页面存档备份，存于）